# Мале успомене
Мале успомене (порт. As Pequenas Memórias, 2006) роман је португалског Нобеловца Жозеа Сарамага.

## О књизи
Португалски нобеловац у једној од својих последњих књига склапа незабораван мозаик успомена на своје детињство, проведено између Азињаге, села где је проводио лета код деде и бабе, и Лисабона, где је живео са родитељима. Његово приповедање је истовремено једноставно и мудро, дирљиво и духовито, а ове само наизглед „мале“ успомене откривају далеке корене пишчевог погледа на свет који ће пленити пажњу читалаца широм света у његовим најпознатијим романима.
Дечак са искуством зрелог човека на крају свог животног пута призива у сећање догађаје који су се живо и неизбрисиво урезали у његово памћење, између осталих трагичну смрт свог старијег брата, мајку која сваког пролећа носи ћебад у залагаоницу и откупљује их почетком зиме, обожаваног деду и бабу који су му за студених зимских ноћи доносили прасенце у кревет да се угреје, своје прве сусрете са књижевношћу и муке са учењем да чита дешифрујући чланке из дневних новина, забаван дијалог у једном приручнику португалско-француског језика, који је заувек запамтио не знајући да је читао одломак из Молијерове комедије… Стога ова књига, пуна афористичких мисли и животне мудрости, као да следи мото на почетку, који је истовремено и пишчев књижевни аманет: Нека те увек води оно дете које си некада био.

## Оцене дела
„Мале успомене су благотворан последњи дар великог писца.“

Washington Post
„Глас дечака у Малим успоменама је толико непосредан, топао и пун чисте љубави за свет који га окружује да се читање доживљава као удобно седење крај ватре са неким блиским и причљивим ујаком.“

The Guardian
„Сарамаго често из успомена прелази у књижевну стварност у бројним незаборавним исказима, међу којима је један од најлепших: ’Ма колико се човек трудио, никада нема довољно речи да се опише сиротињски сеоски кокошињац.’“

The New York Times